# Antonio Lascaris di Castellar
Antonio Lascaris di Castellar (1436 – 1490) figlio di Guglielmo Lascaris, Conte di Tenda, signore di Castellar e Gorbio – figlio di Guido - e Ilaria Lascaris di Briga (matrimonio dei genitori 1º febbraio 1435). Dopo Antonio nascono i fratelli Bartolomeo/Berthouma, Guglielmina e Violante.

## Biografia
Antonio, detto Anthoron, resta orfano del padre nel 1443 e il 30 agosto di quell'anno è stipulata, in Mentone, una convenzione divisoria dei beni tra Antonio e il fratello, rappresentati dalla madre, da una parte, e gli zii paterni Luigi e Enrico Lascaris di Gorbio dall'altra, con la mediazione del cugino Onorato I Lascaris di Ventimiglia conte di Tenda e Ventimiglia. Agli zii Luigi e Enrico è assegnato l'asse ereditario della madre Margherita di Grasse – moglie di Guido – consistente nelle signorie di Châteauneuf-de-Grasse e Gardia. Due anni appresso, il 24 novembre 1445, interviene una nuova transazione fra le stesse parti, dove Luigi ritiene la medesima dote materna e Enrico acquisisce Gorbio, mentre ai nipoti Antonio e Bartolomeo è confermato il possesso di Castellar.
Il 20 febbraio 1453 i giovani Antonio e Bartolomeo riconoscono, in Ginevra, il vassallaggio da Luigi duca di Savoia, per il feudi di Castellar e Sainte-Agnès, versando la somma di milleduecento fiorini d'oro. Nel successivo 23 marzo il duca di Savoia si riserva il diritto perpetuo di riscatto, sulla signoria di Antonio e Bartolomeo, versando la somma di milleduecento fiorini. Il 19 dicembre 1454, in Rumilly, il duca di Savoia revoca l'investitura di Sainte-Agnès ai fratelli Lascaris. Mentre il successore, Amedeo IX di Savoia – il 12 aprile 1460 – riconosce i diritti di Antonio Lascaris di Castellar sull'antica baronia di Beuil/Boglio e Massoins, ricevuta dagli antenati, con investitura del Re di Gerusalemme e Sicilia, sin dall'anno 1354. Nel 1465 il Re di Francia conferma l'investitura della baronia di Beuil e Massoins a Antonio e Bartolomeo Lascaris.
Il 9 maggio 1468, in Carignano, il duca Amedeo IX di Savoia conferma l'investitura di Castellar ai fratelli Antonio e Bartolomeo Lascaris, riconoscendogli inoltre una pensione annua di cinquanta fiorini sulle rendite di Sainte-Agnès, ma l'anno successivo cede nuovamente questa signoria ai due Lascaris.
Il 24 agosto 1482 sono determinati i confini tra la signoria di Castellar e la comunità di Sospello. Il 14 aprile 1488 il giudice vicario di Boglio rende pubblici i diritti dei Lascaris su questa baronia, per regio privilegio.
Antonio Lascaris di Ventimiglia, barone di Boglio e Massoins, signore di Castellar e Sainte-Agnès, risulta già sposato il 30 maggio 1474 con Philippine – figlia di Jean Badat/Bald – dalla quale ebbe i figli Stefano e Onorato. Antonio è già deceduto l'11 maggio 1490, come si evince in atto di procura della vedova Philippine Badat (originale conservato negli archivi del castello di Santena).